# Roybridge

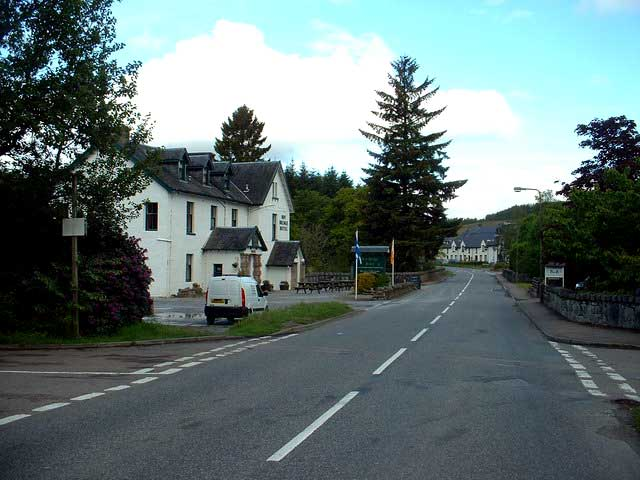
Durchgangsstraße von Roybridge

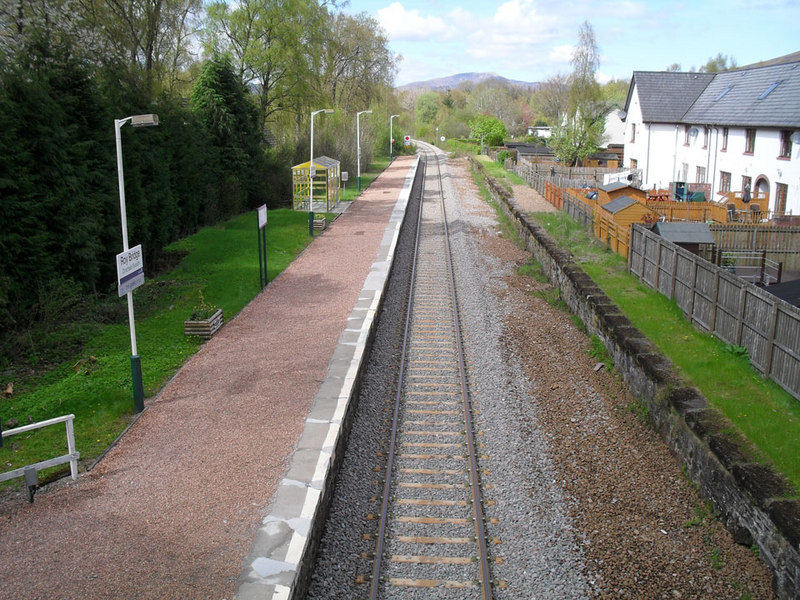
Bahnhof von Roybridge

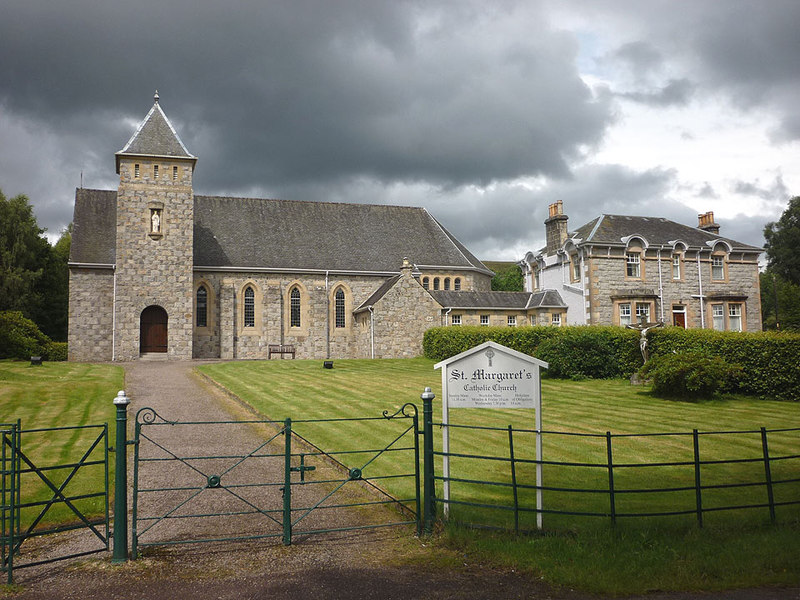
Kirche von Roybridge

Roybridge, alternative Schreibweise Roy Bridge, ist eine Ortschaft, die südwestlich von Inverness in der Council Area Highland im Norden von Schottland liegt. Im Rahmen der historischen Gliederung Schottlands in Civil Parishes zählt es zu Kilmonivaig, das zu Inverness-shire gehörte.

## Geographie
Roybridge liegt im südlichen Glen Roy, beiderseits des River Roy, kurz vor dessen Mündung von der rechten, nördlichen Seite in den River Spean. Der Ort ist lokal von Bedeutung, so finden sich eine Grundschule, eine Poststation, ein Campingplatz sowie ein kleines Hotel.

## Verkehr
Verkehrstechnisch zu erreichen ist Roybridge über die von Spean Bridge nach Kingussie führende A86. Zwischen dem Ort und dem River Spean verläuft die West Highland Line, an der der Ort einen Bahnhof hat.

## Historisch Bedeutsames
Die im Ort gelegene Kirche St Margaret Church steht unter Denkmalschutz, vergleichbares gilt für das im Süden des Ortes gelegene Keppoch House. In dessen Nähe wurde mit der Schlacht von Mulroy 1688 eine militärische Auseinandersetzung zwischen unterschiedlichen Clans ausgetragen.

## Söhne und Töchter des Ortes
- Donald Aloysius Mackintosh (1844–1919), römisch-katholischer Geistlicher
- Joseph Anthony Toal (* 1956), römisch-katholischer Geistlicher